# 特里·雷德林
特里·雷德林（Terry Avon Redlin，1937年7月11日—）是位以描繪戶外主題和野生動物著稱的美國藝術家。在1991至1998這連續八年之間，雷德林在一份由U.S. Art雜誌主辦的年度畫廊調查中名列美國最知名藝術家之中。
雷德林的繪作《Winter Snows》在1977年出現於The Farmer雜誌的封面上。兩年後，他離開了他的職位以作為一個全職商業藝術家。直到他2007年突然退休時，雷德林由於阿兹海默症引起的併發症被安置於一家安養中心。

## 外部連結
- Official Terry Redlin website （页面存档备份，存于）.
- Country-Art.com